# Michou (vidéaste)
Pour les articles homonymes, voir Michou et Mattioli.
Michou, de son vrai nom Miguel Mattioli, né le 2 octobre 2001 à Amiens (Somme), est un vidéaste, streameur et entrepreneur français.
Il se fait connaître grâce à ses vidéos en lien avec le jeu vidéo Fortnite et autres vidéos humoristiques. En 2020, il sort son premier EP, intitulé My Life après la sortie de deux singles, Dans le club et Fier.

## Biographie

### Enfance
Miguel Mattioli naît le 2 octobre 2001 à Amiens, dans la Somme,, en France. Il grandit à Albert, près d'Amiens.
D'origine italienne par son père et espagnole par sa mère, il est le cadet d'une grande fratrie de 7 frères et 2 sœurs.[réf. souhaitée]

### Carrière sur internet
Michou commence à faire des vidéos avec son téléphone dans sa chambre, à l'âge de 13 ans,. Son frère ouvre sa chaîne YouTube en 2015 et le forme au montage. Il produit alors ses vidéos à un rythme plus soutenu. Il mène son activité en dehors de ses heures de cours, au collège en alimentant sa chaîne de podcasts divers. Il acquiert une certaine notoriété dans les jeux vidéo comme Clash Royale qui lui permettent d'atteindre 50 000 abonnés. Puis, sa chaîne prend de l'ampleur avec Fortnite, et atteint ainsi le million d'abonnés. En 2018, il crée son équipe, la « Team Croûton » composée de youtubeurs tels que Inoxtag, Valouzz, LeBouseuh avec qui il produit des vlogs,.
Début 2020, Michou signe chez Webedia, où d'autres vidéastes travaillent également comme Cyprien ou Norman, et s'installe à Paris. Il réalise des vidéos à but humoristique avec d'autres vidéastes tel que Tibo InShape.
Le 7 août 2020, il publie sur YouTube son premier clip musical, intitulé Dans le club, suivant la tendance d'autres vidéastes comme Squeezie, Mcfly et Carlito, Mister V ou Tibo Inshape qui se sont également lancés dans la musique. Ce clip atteint le million de vues en trois heures, puis dépasse les 4,5 millions de vues en quarante-huit heures. Pour France 3 Hauts-de-France, la puissance des réseaux sociaux et l'activité de la communauté expliquent l'ampleur des chiffres. L'émission Touche pas à mon poste ! diffuse le titre.
En septembre 2020, il sort un nouveau clip intitulé Fier qui cumule plus de trois millions de vues en un jour. Le 2 octobre, jour de son anniversaire, il sort un EP de sept titres dont les sujets principaux sont sa vie, sa notoriété et sa famille. Il fait alors partie des trente vidéastes français les plus populaires en France.
En septembre 2021, il participe à la 11e saison de Danse avec les stars aux côtés de la danseuse Elsa Bois. Ils terminent troisièmes de la compétition, derrière Tayc et Bilal Hassani.
En septembre 2022, Michou quitte les studios de Webedia et installe son propre studio à son domicile.
Fin mars 2023, il rejoint la plateforme de streaming Twitch.
Le 9 mars 2024, en direct sur Twitch, il anime Danse avec les stars d'Internet, qu'il crée en collaboration avec la BBC et TF1, une déclinaison numérique du programme de TF1 Danse avec les stars, où plusieurs youtubeurs choisis par lui-même s'affrontent : Natoo, Nico-Tine, Domingo, Baghera Jones, Gaëlle Garcia Diaz et Le Bouseuh. La compétition s'étale sur 3 primes, deux en direct sur Twitch et rediffusés en replay sur TF1+, et la finale en direct sur TF1 en deuxième partie de soirée.
Le 8 septembre 2024, il atteint le palier des 10 millions d'abonnés sur Youtube, presque 10 ans après avoir sorti sa première vidéo sur Youtube et organise un live sans interruption pendant 1 semaine.

#### Team Croûton
C'est sur Fortnite que Michou crée avec Inoxtag sa propre équipe baptisée la « Team Croûton », composée de plusieurs autres vidéastes (LeBouseuh, Valouzz, Pidi, Doc Jazy, Apo et Dobby). Les vidéos de la Team Croûton sont axées sur le divertissement et le jeu vidéo.

### Vie privée
Michou est le meilleur ami d'Inès Benazzouz, connu sous le nom d'Inoxtag. C'est d'ailleurs lui qui a motivé Inox à se lancer également sur Youtube.
Le 3 janvier 2022, il annonce entretenir une relation amoureuse avec la danseuse Elsa Bois, rencontrée lors de sa participation à l'émission Danse avec les stars,. Le 17 février 2025, ils annoncent leur rupture à travers une story Instagram.  

## Autres activités
Le 8 juin 2024, il ouvre son premier établissement de son enseigne de restauration à Amiens baptisée Mealy.

## Polémique
En décembre 2024, il est au coeur d'une polémique concernant la sortie du jeu de société Qui sera le menteur ?, visant un public familial « à partir de sept ans », mais dont des parents se sont plaints, car des questions portant sur le sexe, l'alcool et la drogue sont des contenus inadaptés pour les enfants,. Michou, qui avait fait une large promotion du jeu auprès de ses auditeurs, affirme que son éditeur est responsable, ce que ce dernier confirme. En effet, l'entreprise Topi Games déclare assumer « la totale et entière responsabilité de cette erreur », qui serait située en interne au niveau du « processus de validation des contenus ». Michou annonce alors que le jeu sera retiré de la vente et qu'« un remboursement sera effectué aux clients »,.
Du côté des internautes, ils relèvent des incohérences et le traitent de menteur. En effet, le 27 décembre 2024, il annonce dans un post sur X qu'il s'agit d'une erreur sur l'âge. Or, le lendemain, il supprime la publication et en reposte une nouvelle dans laquelle il dit : « jamais je ne me serais permis d’y mettre ce genre de questions et encore moins pour un public aussi jeune », alors que dans une vidéo (rapidement mise en privée à la suite de la polémique) mise en ligne à l'occasion de la sortie du jeu, il y a des questions d'ordre sexuel prononcées.

## Filmographie

### Télévision
- 2021 : Danse avec les stars, sur TF1 : candidat de la saison 11
- 2021 : Le Grand Bêtisier du 31, sur TF1
- 2022 : Celebrity Hunted, sur Prime Vidéo : candidat de la saison 2
- 2023 : La France a un incroyable talent, sur M6 : invité du jury de la saison 18
- 2024 : Danse avec les stars d'Internet, sur TF1, TF1+ et Twitch : animateur

### Publicité
- 2022 : Nintendo Switch Sports avec Elsa Bois[30]

## Discographie

### Singles
- 2020 : Dans le club[8]
- 2020 : Fier
- 2022 : Jamais lâcher[31]

### Clips
- 2020 : Dans le club
- 2020 : Fier
- 2020 : My Life
- 2020 : M2LT
- 2021 : Rockstar
- 2022 : Jamais lâcher
- 2023 : B22
- 2023 : 9 MILI[32]